# Білігурт
Білігу́рт (рос. Билигурт) — присілок в Якшур-Бодьїнському районі Удмуртії, Росія.
Населення — 6 осіб (2010; 15 в 2002).
Національний склад (2002):
- удмурти — 80 %